# De Beurs (1736)
De Beurs was een beursgebouw in Rotterdam dat van 1736 tot 1940 aan het Westnieuwland stond, aan de noordoever van het water Blaak. Het plein voor de oostelijk gelegen ingang werd het Beursplein genoemd. Het gebouw werd ontworpen door Adriaen van der Werff nadat de vorige Beurs aan de Noordblaak te klein bevonden was. 
In 1867 is de binnenplaats overdekt met een constructie van staal en glas, naar voorbeeld van het Londense Crystal Palace met zijn glazen overkapping. Rond 1872 werd het Beursplein naar het zuiden en westen uitgebreid door het oostelijke deel van de Blaak naast het beursgebouw te dempen. 1877 werd aan de oostzijde van het Beursplein het treinstation Rotterdam Beurs geopend als onderdeel van het Luchtspoor. 
Het gebouw werd op 14 mei 1940 tijdens het Duitse bombardement op Rotterdam verwoest. Men was in 1936 echter al begonnen met de bouw van een nieuw beursgebouw  aan de Coolsingel, tussen de Meent en Hoogstraat, dat in 1986 zou worden uitgebreid met een glazen toren, het World Trade Center.

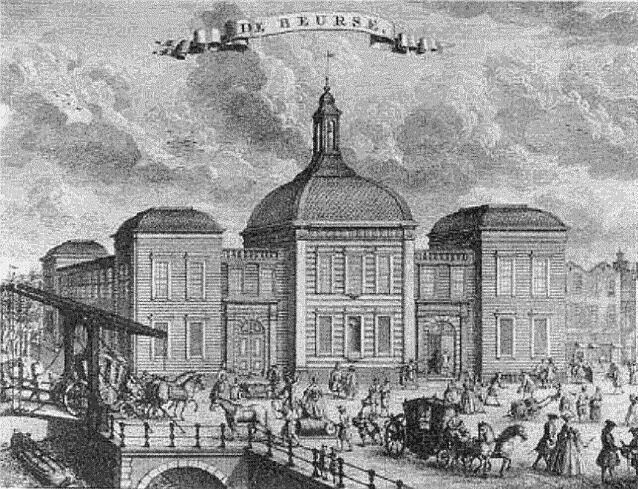
De Beurs in 1743
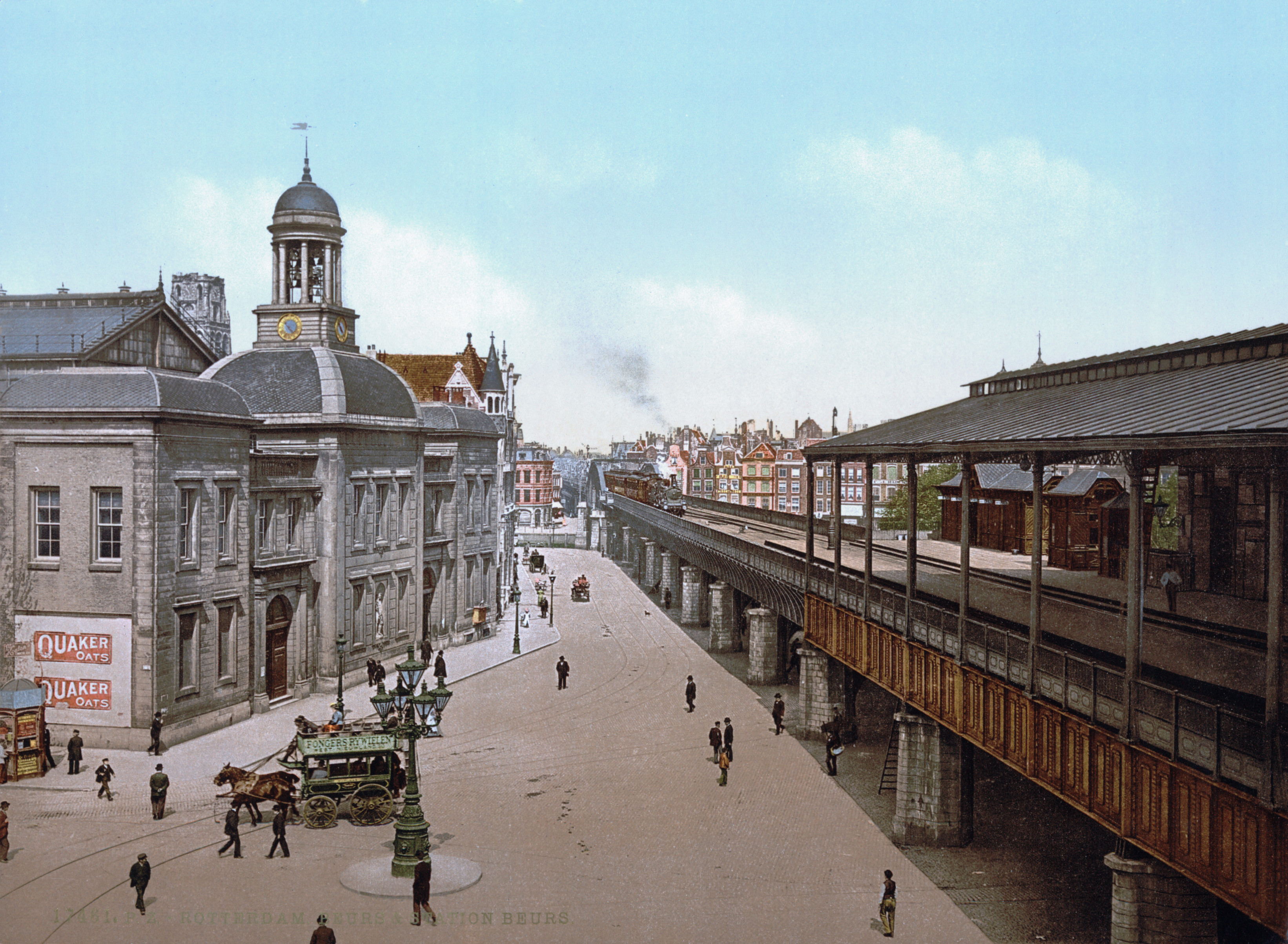
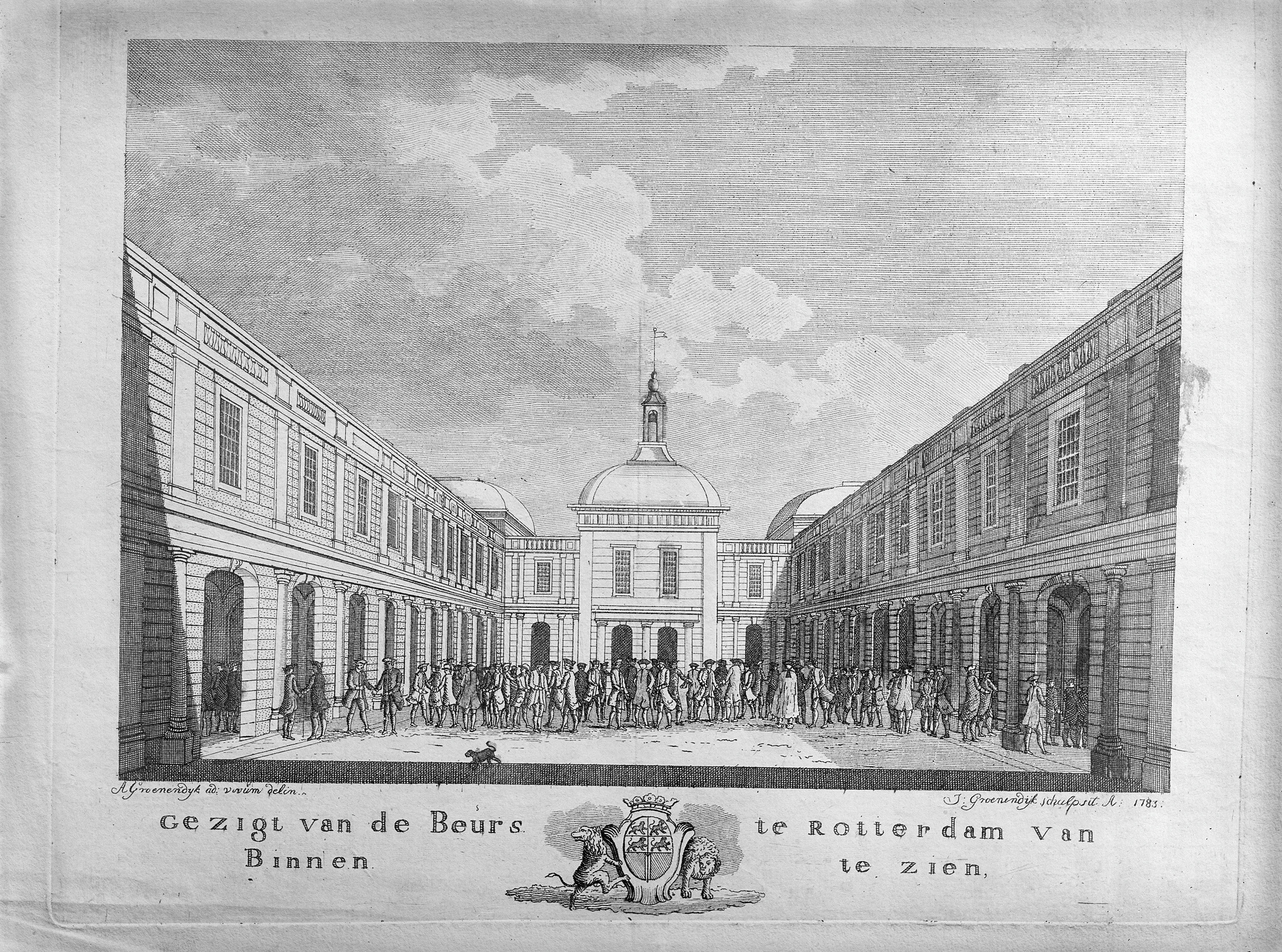
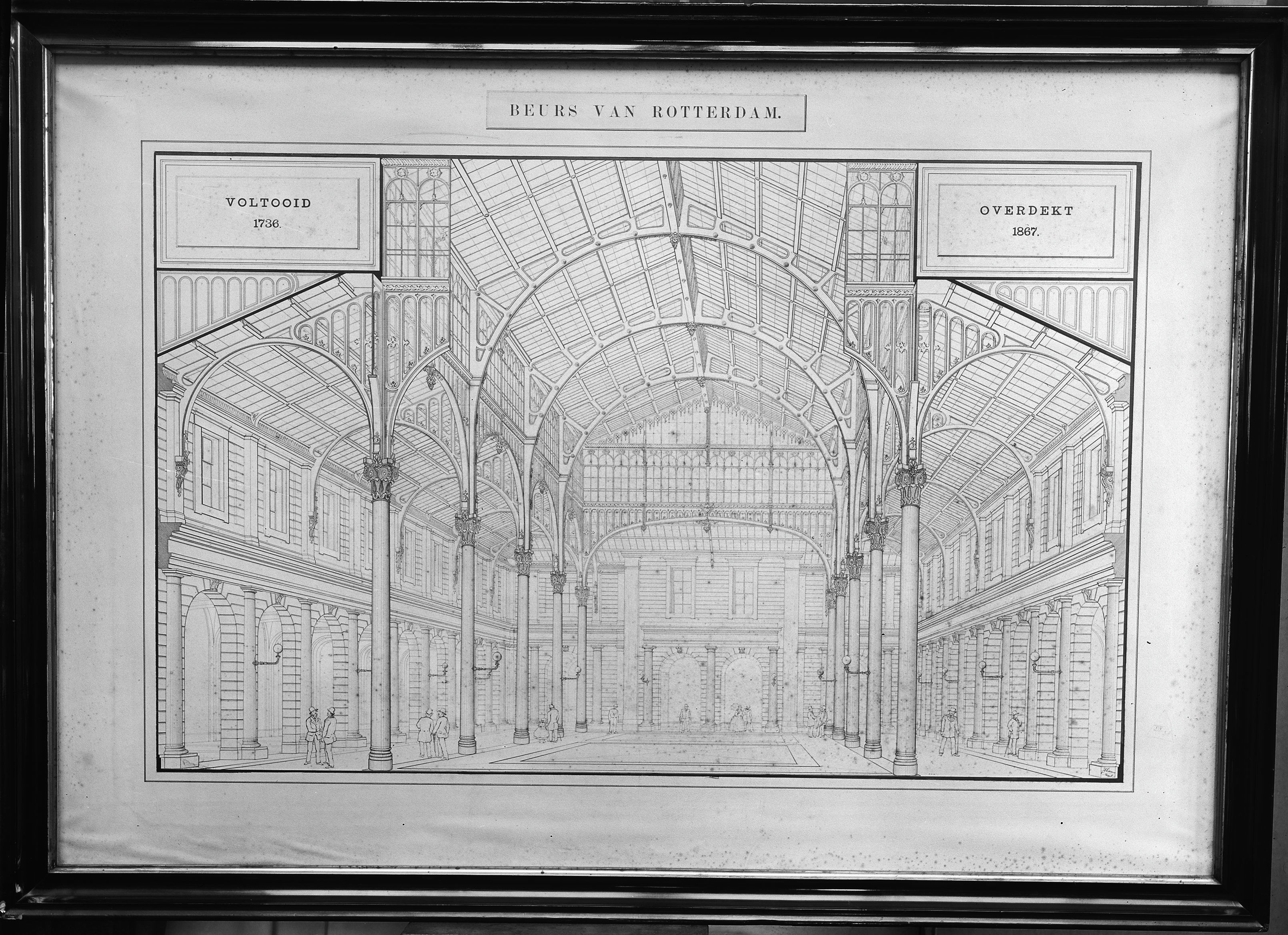